# 麵包與和平！
《麵包與和平！》，是日本漫畫家emily以四格漫畫形式發表的日本漫畫作品，于2014年8月27日開始發表於《月刊Comic Alive》中的四格漫畫專欄《COMIC CUNE》。單行本全5冊。已於2016年4月至6月播放全13話電視動畫。該作品主要描述喜歡吃麵包的主角谷南，到學校後也和同班同學一起享用麵包的故事。

## 故事簡介
講述了南、優、冬美、乃亞四名喜歡麵包的高中生開心度過每一天的輕鬆日常故事。

## 登場角色
谷南　聲：木戶衣吹
喜歡吃麵包的16歲高中一年級生。有天然呆的倾向。
逢澤優　聲：山崎惠理
谷南的同學。興趣是畫漫畫與插圖。
深川冬美　聲：豐田萌繪
谷南的同學，家裡經營名為「軟冬BAKERY」的麵包店。興趣是作糖果糕點。
佐倉乃亞　聲：大森日雅
谷南的同學。身材嬌小，喜歡法國麵包。
佐倉亞美　聲：原奈津子
乃亞的妹妹，身高比姐姐高。
河合舞　聲：朝日奈丸佳
與谷南她們就讀不同學校的少女，家境富裕，並經營名為「紀堯姆」的麵包店。
河合愛　聲：嶋村侑
舞的姐姐。

## 漫畫
《麵包與和平！》是由emily以四格漫畫形式發表的日本漫畫作品。2014年8月27日開始發表於《月刊Comic Alive》中的一個四格漫畫欄目《COMIC CUNE》，後來轉移至於2015年8月27日正式創刊的四格漫畫雜誌《月刊COMIC CUNE》發表。ComicWalker網站也發表該四格漫畫。已於2015年8月27日至2017年12月27日發售全5本單行本。由東立出版社出版的第一本單行本已於2016年4月21日發售。
| 卷數 | KADOKAWA       | KADOKAWA               | 東立出版社    | 東立出版社             |
| 卷數 | 發售日期       | ISBN                   | 出版日期      | ISBN                   |
| ---- | -------------- | ---------------------- | ------------- | ---------------------- |
| 1    | 2015年8月27日  | ISBN 978-4-04-067744-6 | 2016年4月21日 | ISBN 978-986-109-895-1 |
| 2    | 2016年3月26日  | ISBN 978-4-04-068160-3 |               |                        |
| 3    | 2016年10月27日 | ISBN 978-4-04-068618-9 |               |                        |
| 4    | 2017年3月27日  | ISBN 978-4-04-069103-9 |               |                        |
| 5    | 2017年12月27日 | ISBN 978-4-04-069472-6 |               |                        |

## 電視動畫
2015年8月27日正式創刊的四格漫畫雜誌《COMIC CUNE》雜誌上發表電視動畫化消息。2016年4月開始播放電視動畫。

### 製作人員
- 原作：emily《麵包與和平！》（月刊COMIC CUNE連載／KADOKAWA刊）
- 監督：辻初樹
- 系列構成：村上桃子
- 角色設計：金子志津枝
- 動畫製作：旭Production

### 主題曲
片頭曲
作詞：中村彼方，作曲：森谷康昭，編曲：賀佐泰洋，主唱：petit milady

### 各話列表
| 話數   | 日文標題 | 中文標題     | 分鏡     | 演出       | 作畫監督   |
| ------ | -------- | ------------ | -------- | ---------- | ---------- |
| 第1斤  |          | 交到麵包友了 | 辻初樹   | 辻初樹     | 中西和也   |
| 第2斤  |          | 這是武器     | 辻初樹   | 山內東生雄 | 森下昇吾   |
| 第3斤  |          | 軟冬麵包店   | 辻初樹   | 山內東生雄 | 櫻井正明   |
| 第4斤  |          | 搶購夢幻麵包 | 辻初樹   | 山內東生雄 |            |
| 第5斤  |          | 優的夢想     | 辻初樹   | 山內東生雄 | 德田夢之介 |
| 第6斤  |          | 冬美的減肥   | 辻初樹   | 大塚隆寬   | 森悅史     |
| 第7斤  |          | 乃亞感冒了！ | 辻初樹   | 辻初樹     |            |
| 第8斤  |          | 新的麵包店   | 阿部純子 | 阿部純子   | 阿部純子   |
| 第9斤  |          | 校慶         | 柳瀨雄之 | 柳瀨雄之   | 柳瀨雄之   |
| 第10斤 |          | 在意的人     | 柳瀨雄之 | 辻初樹     |            |
| 第11斤 |          | 去游泳吧     | 柳瀨雄之 | 藤田健太郎 |            |
| 第12斤 |          | 在別墅過夜   | 辻初樹   | 辻初樹     | 松井誠     |
| 第13斤 |          | 麵包與和平！ | 辻初樹   | 辻初樹     |            |